# David Bradford
David Frantz Bradford (* 8. Januar 1939 in Cambridge, Massachusetts; † 22. Februar 2005 in Philadelphia, Pennsylvania) war ein US-amerikanischer Wirtschaftswissenschaftler und Hochschullehrer, der sich insbesondere mit der Steuerpolitik der USA beschäftigte und unter anderem zwischen 1991 und 1993 Mitglied des Council of Economic Advisers war.

## Leben
Nach dem Schulbesuch studierte Bradford zunächst am Amherst College und erwarb dort 1960 einen Bachelor of Arts (B.A.). Während dieser Zeit wurde er 1960 Mitglied der akademischen Gesellschaft Phi Beta Kappa. Nach einem anschließenden Studienaufenthalt an der Stanford University absolvierte er ein postgraduales Studium im Fach Angewandte Mathematik an der Harvard University, das er 1962 mit einem Master of Arts (M.A. Applied Mathematics) abschloss. Zwischenzeitlich arbeitete er 1961 als Forschungsassistent bei der Federal Reserve Bank of Boston und wurde 1962 Wirtschaftsforscher der Operationsevaluationsgruppe im Zentrum für Marineanalysen (Center for Naval Analyses).
Nachdem er seine Studien an der University of Cambridge fortgesetzt hatte, erhielt er zwischen 1963 und 1964 ein Stipendium der Ford Foundation und erwarb schließlich 1966 einen Doctor of Philosophy (Ph.D.) im Fach Wirtschaftswissenschaften an der Stanford University. Danach übernahm er eine Professur für öffentliche Finanzen an der Princeton University.
Bradford, der in den folgenden Jahren zu einem der führenden Experten der US-amerikanischen Steuerpolitik wurde, war von 1975 bis 1976 auch stellvertretender Vizeminister für Steuerpolitik (Deputy Assistant Secretary for Tax Policy) im US-Finanzministerium während der Amtszeit von US-Präsident Gerald Ford.
Nachdem er 1977 mit einem Stipendium des Fulbright-Programm als Gastforscher an der Katholischen Universität Löwen gearbeitet hatte, war er seit 1977 als Forschungswissenschaftler im National Bureau of Economic Research (NBER) tätig. Daneben war er zwischen 1978 und 1980 Mitglied des Beratungsgremiums für Energieforschung des US-Energieministeriums.
Bradford, der auch für die American Economic Association (AEA), die American Law and Economics Association (ALEA) sowie die National Tax Association (NTA), war zwischen 1990 und 1991 Mitglied des Beratungsgremiums des American Tax Policy Institute und hatte im Anschluss 1991 eine Professur an der Harvard University inne.
Danach war er während der Amtszeit von US-Präsident George H. W. Bush von 1991 bis 1993 Mitglied des Council of Economic Advisers, des Beratungsorgans des Präsidenten in wirtschaftspolitischen Fragen. Nach seinem Ausscheiden aus diesem Gremium war er seit 1993 Professor an der Law School der New York University (NYU) sowie zeitgleich Beigeordneter Gelehrter (Adjunct Scholar) am American Enterprise Institute (AEI). Zusätzlich war Bradford, der bei einem Feuer ums Leben kam, zwischen 1996 und 1998 Mitglied des Beratungsorgans des wirtschaftswissenschaftlichen Studienprogramms der Brookings Institution.
Seine Arbeiten über die Konsumbesteuerung haben nachhaltigen Einfluss auf die steuerpolitische Debatte genommen. Weitere Schwerpunkte seiner wissenschaftlichen Arbeit waren die Preissetzung für öffentliche Güter, die Kosten-Nutzen-Analyse, die Stadt- und Regionalplanung und die Umweltpolitik. David Bradford gehörte zu den Verfechtern des Kyoto-Protokolls.
Zum Gedenken an sein Engagement wurde am 15. Juli 2005 das Hauptgebäude des ifo Instituts in München David Bradford Haus umbenannt.

## Veröffentlichungen
Seit den 1990er Jahren veröffentlichte Bradford darüber hinaus zahlreiche wirtschaftswissenschaftliche Fachbücher beim Center for Economic Studies (CES) der Ludwig-Maximilians-Universität München. Zu seinen bedeutendsten Veröffentlichungen gehören:
- Arm's length pricing : some economic perspectives , Mitautoren Charles H. Berry und James R. Hines, CES, München 1991
- Fixing capital gains: symmetry, consistency and correctness in the taxation of financial instruments, CES, München 1996
- On the uses of benefit cost reasoning in choosing policy toward global climate change, CES, München 1997
- The influence of income tax rules on insurance reserves, Mitautor Kyle D. Logue, CES, München 1997
- Transition to and tax rate flexibility in a cash flow type tax, CES, München 1997
- The environmental Kuznets curve : exploring a fresh specification,  Mitautoren Rebecca Schlieckert und Stephen H. Shore, CES, München 2000
- Reforming budgetary language, CES, München 2001
- Generalized cash flow taxation, Mitautor Alan J. Auerbach, CES, München 2001
- Addressing the transfer pricing problem in an origin basis X tax, CES, München 2003
- The X tax in the world economy, CES, München 2004